# 国際ケア機構

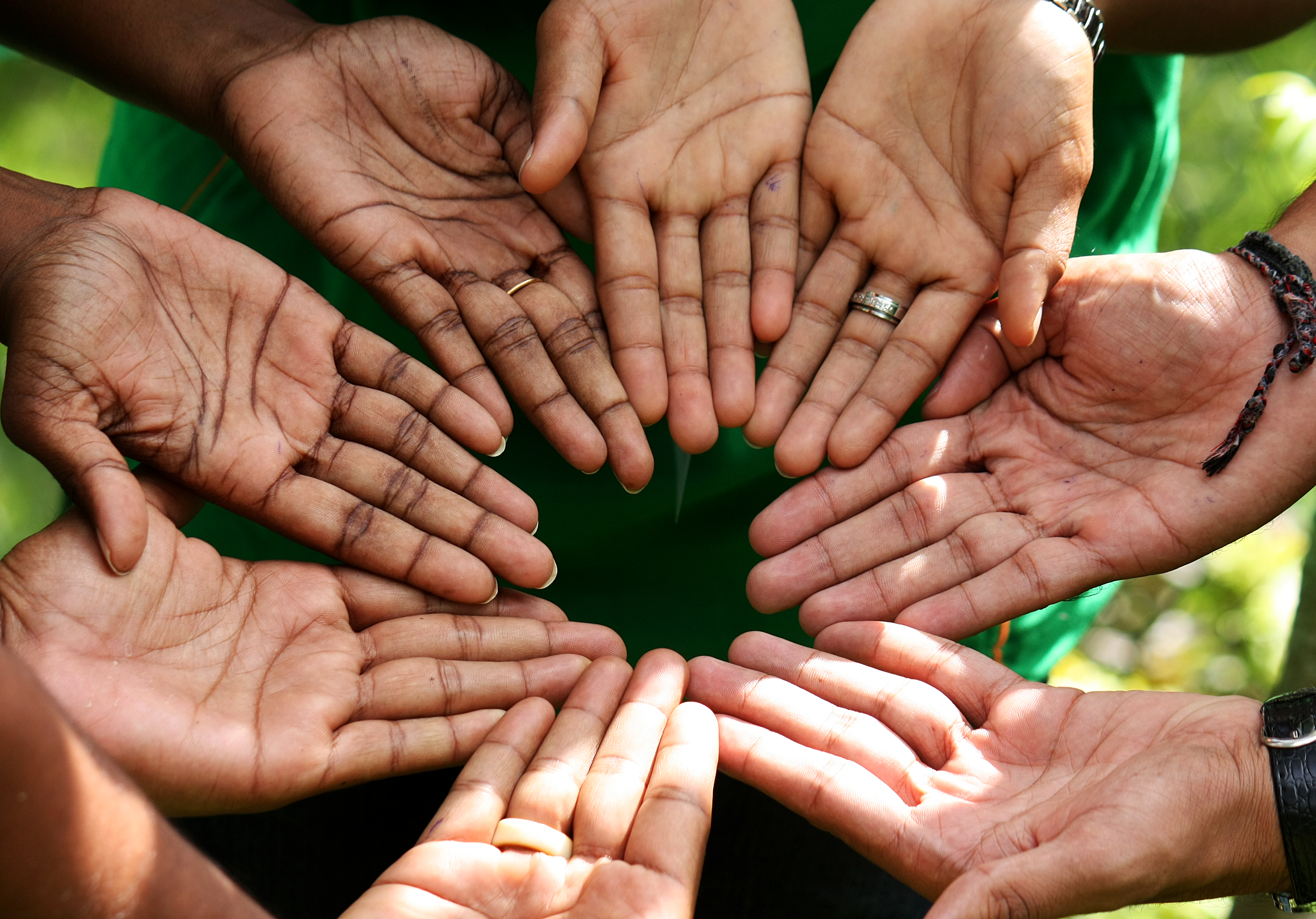
国際ケア機構のロゴを機構スタッフたちの手で真似たもの

国際ケア機構（英: CARE International federation)とは、国際的な人道援助活動を行っているNGO。ケア（CARE）は「Cooperative for Assistance and Relief Everywhere（海外援助救援協会）」の略称。
母体はアメリカで1945年設立された人道援助団体。活動範囲の拡大に伴い1982年に国際ケア機構として独立した事務局を設置。12ヶ国に支援団体があり、援助対象地域は70カ国を超える。本部はスイスのジュネーヴ。

## 沿革
1945年11月27日にアメリカワシントンD.C.でケア（CARE:Cooperative for American Remittances to Europe/対欧送金組合）として発足。
22の慈善団体が共同でヨーロッパ向けの支援団体として設立した。
マーシャル・プランの一環として、アメリカ軍の日本本土侵攻作戦（ダウンフォール作戦）用に準備されたレーション（10-in-1 food parcel）をヨーロッパへの救援物資として転用することを目的としている。
当該レーションは作戦開始前に日本が全面降伏したことにより余剰物資となっていた。
アメリカ人がヨーロッパの家族・友人に送るために利用でき、1つにつき10ドルを支払うことで4ヶ月以内の到着を保証した。
この物資は「ケア・パッケージ」と呼ばれ、第一陣は1946年5月11日にフランスル・アーヴルに到着。
レーションの提供と海上輸送についてアメリカ政府が便宜を図っており、アメリカの国策援助団体としての色彩が強かった。
ダウンフォール作戦用の物資が払底すると、ケアは独自のパッケージを開発して援助物資とした。
企業などからの寄附によりアメリカ国内における余剰食糧を活用した小麦、脱脂粉乳などがその中心であったが、毛布、学用品、医薬品などの非食料品も梱包されるようになった。
当初は寄附者が受取人を指定した上での発送であったが、不特定者への寄附を受け付けるようになる。
ケアは設立5年以内に解体されることとされていたが、1949年に救援対象をアジア、アフリカ、ラテンアメリカまで広げることとして継続が正式に決定され、1952年にCAREの略称はそのままに改称（Cooperative for American Relief Everywhere/アメリカ救援物資発送協会）した。
「ケア・パッケージ」はケア物資として1948年以降日本にも送付された。1950年11月、日本に送られてきたケア物資は10万個に達した。記念式典が衆議院議長室で開かれ、10万個目の物資を幣原喜重郎議長が受け取った。この時点の日本向け支援物資は、幼児用食料、毛糸、クリスマス食糧、洋服類、綿布、石鹸、本など100万ドル相当となっている。
また、ベルリン封鎖の際にも救援物資として西ベルリンに送られている。
送付対象国が拡大するに従い、その内容物も次第に地域の実情に合わせたものに変更されていった。
「ケア・パッケージ」の送付事業は1960年代まで続いたが、援助内容の多様化に伴い廃止。
現在は長期的な医療・教育の普及活動や緊急的な災害地域への援助などを中心としている。
1982年に独立した組織として国際ケア機構を設立。以後各国において、国際ケア機構の支援団体が設立された。
1994年には名称を「Cooperative for Assistance and Relief Everywhere」に変更（CAREの略称はそのまま）している。

## 参加国
- アメリカ
- カナダ
- ドイツ
- ノルウェー
- デンマーク
- イギリス
- オランダ
- フランス
- オーストリア
- オーストラリア
- タイ
- 日本